# Antonio Canseco Medel
Antonio Canseco Medel (Madrid, 20 de octubre de 1915-Ibidem, 14 de abril de 2019) fue un ingeniero de minas español y catedrático en la Escuela Técnica Superior de Ingenieros de Minas y Energía de la Universidad Politécnica de Madrid.

## Biografía

### Infancia y formación académica
Hijo del asturiano Germán Canseco y de la madrileña Pilar Medel, nació en la calle del Españoleto de Madrid. Con cinco años comenzó a estudiar en el colegio de las Dames de Saint Maur, en la calle Fernández de la Hoz, y en 1922 ingresó en el Colegio Alemán de Madrid, donde se formó hasta 1926, año en que se matriculó en el colegio Maravillas para realizar el bachillerato. En 1933 se presentó a los exámenes de ingreso a la Escuela de Ingenieros de Minas, pero hasta 1935 no consiguió superar todas las pruebas de acceso, por lo que ese mismo año ingresó en la carrera de Ingeniería de Minas, junto con dieciocho compañeros más.
Sin embargo, el golpe de Estado de 1936 interrumpió su vida académica. Las brigadas nocturnas registraron su casa y se llevaron detenido a su padre, quien ingresó en la Cárcel Modelo de Madrid. Antonio Canseco se sindicó en la CNT (Confederación Nacional del Trabajo), de signo anarquista, e incluso llegó a tener un carnet de las Juventudes Libertarias.

### Trabajo en Berlín
En 1939 retomó sus estudios de ingeniería, finalizados en 1942, año en que fue llamado del Instituto Nacional de Industria (INI), para trabajar como ingeniero delegado en Berlín (Alemania). Fue propuesto por Joaquín Planell con el objetivo de contactar con diversas empresas alemanas que estudiaban la producción de petróleo sintético a partir de carbón y de esquistos bituminosos, para realizar lo mismo en zonas de España como Galicia y Teruel. El 18 de julio de 1943, ya en Berlín, Antonio Canseco recibió la documentación del Ministerio de Asuntos Exteriores alemán como Diplomático asesor técnico de la embajada de España. En esos años, se dedicó a la investigación sobre la fabricación de aceites lubricantes a partir de producto petrolífero y vivió en primera persona los bombardeos de Berlín.

### Regreso a España
El 10 de agosto de 1943 volvió a España y comenzó a trabajar en Puertollano. Más tarde, ya en Madrid, Antonio comenzó a trabajar como redactor en la revista del Consejo de Investigaciones Científicas, Revista de Ciencia Aplicada. En 1950 se matriculó en la carrera de Economía, en la Facultad de Ciencias Políticas y Económicas. En 1953 consiguió un puesto como profesor auxiliar en la Escuela de Ingenieros de Minas y realizaba traducciones del alemán para el Instituto Nacional del Carbón.
En 1954, junto con un grupo de catorce ingenieros, fue elegido para viajar a la Universidad de Siracusa, en el estado de Nueva York (EE. UU.), para realizar un curso de Business Administration. Realizó esta estancia entre enero de 1955 y abril de 1956.

#### Escuela Técnica Superior de Ingenieros de Minas
A su vuelta a España, siguió con sus clases en la Escuela de Minas y fue nombrado también profesor en la Escuela de Organización Industrial. En los años sucesivos impartió cursos también en una acción social patronal del Instituto Social León XIII, en la Comisión Nacional de Productividad y realizó traducciones para la Empresa Nacional Siderúrgica.
El 22 de abril de 1960, se anuncia la oposición a la cátedra de Química industrial, por jubilación del anterior catedrático. La denominación de la cátedra pasó a ser «Tecnología de combustibles, cementos y explosivos», con lo cual se ampliaba el contenido de Química industrial, y se ponía más énfasis en lo que interesaba a los ingenieros de minas. El 7 de mayo, en el Boletín Oficial aparece el nombramiento del tribunal que realizaría su examen de oposición y en el BOE del 28 de julio de 1960 se anuncia oficialmente el nombramiento como catedrático numerario de «Tecnología de combustibles» y «Química industrial de los combustibles y minerales» de la Escuela Técnica Superior de Ingenieros de Minas a Antonio Canseco Medel, por orden del 6 de julio del mismo año.

### Vida personal
El 14 de mayo de 1945 se casó con Mercedes Viejo en la iglesia de San Fermín de los Navarros, en Madrid. Con ella tuvo un hijo y tres hijas: Antonio, Rosa, Covadonga y María Jesús.

## Obra escrita
- Comentarios a varios textos de la Biblioteca Histórica. Madrid: ETSI Minas, 1989.[3]
- Discurso conmemorativo del edificio de la E.T.S.I. de Minas, pronunciado por el profesor de la Universidad Politécnica de Madrid, D. Antonio Canseco Medel. En: ETSI Minas de Madrid. Actos conmemorativos del centenario del edificio de la Escuela Técnica Superior de Ingenieros de Minas de Madrid. Madrid: ETSI Minas, 1990.